# Грушевская волость
Грушевская волость — административно-территориальная единица Херсонского уезда Херсонской губернии.
По состоянию на 1886 год состояла из 4 поселений, 4 сельских общин. Население 2282 человека (1205 человек мужского пола и 1077 женского), 511 дворовых хозяйств.
|                       | Площадь, десятин | В том числе пахотной, десятин |
| --------------------- | ---------------- | ----------------------------- |
| Сельских общин        | 5591             | 3740                          |
| Частной собственности | 10 642           | 1736                          |
| Другой собственности  | 91               | 67                            |
| Всего                 | 16 324           | 5543                          |

Самые большие поселения волости:
- Грушевка — село при реке Базавлук в 162 верстах от уездного города, 1988 человек, 486 дворов, церковь православная, школа, 6 лавок, 3 ярмарки: 9 мая, 8 сентября, 6 декабря; базар по пятницам. В 7 верстах камера мирового судьи, в 9 верстах — римско-католический молитвенный дом.